# Марена (село)
Маре́на (мак. Марена) — село у Північній Македонії, у складі общини Кавадарці Вардарського регіону.
Населення — 997 осіб (перепис 2002) в 309 господарствах.